# Mensch und Arbeit (Ausstellung)
Mensch und Arbeit war eine der ersten großen Kunstausstellungen in Ostberlin nach dem Ende des NS-Staats. Sie ging auf einen vom FDGB ausgelobten Wettbewerb „Unsere neue Wirklichkeit“ zurück und fand vom 31. Mai bis 30. Juni 1949 im Stadtkontor Berlin statt. Veranstalter war der Kulturfonds beim Kulturbund zur demokratischen Erneuerung Deutschlands. Im Aufruf zur Ausstellung waren die Künstler aufgefordert worden, eine Kunst zu schaffen, die „real und sozial“ ist und sich mit dem arbeitenden Menschen befasst, „mit dem Werktätigen, welcher beginnt eine sozialistische Gesellschaft zu erbauen“.
Im Geleitwort zur Ausstellung schrieb Rudolf Engel: „Wir haben darum gebeten, Werke auszustellen, die die wechselseitigen Beziehungen des Menschen zur Arbeit darstellen. Es sollte dem Künstler vollkommen überlassen bleiben, in welcher Form und mit welchen Mitteln er dieses Thema behandelt.“
Von den über 1000 eingereichten Arbeiten wurden 154 Werke von 57 Künstlern ausgestellt. Zu diesen Künstlern gehörten u. a. Rudolf Bergander, Carl Crodel, Sella Hasse, Josef Hegenbarth, Arno Mohr, Otto Nagel, Wilhelm Rudolph und Horst Strempel. Die Ausstellung hatte 12 000 Besucher, die zumeist vom FDGB organisiert worden waren. Die Betriebe und Massenorganisationen wurden aufgefordert, „ihre Beauftragten zu entsenden, um für ihre entstehenden Arbeiterklubs, ihre neuen Kulturstätten, Fabriken und Verwaltungsgebäude Bilder und Plastiken zu erwerben.“ 70 % der ausgestellten Arbeiten wurde so angekauft.
Die künstlerische Qualität der Arbeiten wurde von der Fachwelt eher negativ bewertet. Oskar Nerlinger, der auf der Ausstellung nicht vertreten war, sah die „Gefahr eines falschen Pathos und des Abgleitens in platten Naturalismus und Symbolismus“. Der Kunstwissenschaftler Heinz Lüdecke (1906–1972) erkannte in vielen Bildern „Naivität und peinlichen Detailnaturalismus“, und der Kunsthistoriker Gerhard Pommeranz-Liedtke (1909–1974) kritisierte die „offene Mystifizierung der technischen Produktionsmittel … , in deren Schatten der arbeitende Mensch nur mehr nebensächlich, untergeordnet, in Ameisengröße in Erscheinung trat“.